# Polycitor giganteus
Polycitor giganteus är en sjöpungsart som först beskrevs av William Abbott Herdman 1899.  Polycitor giganteus ingår i släktet Polycitor och familjen Polycitoridae. Inga underarter finns listade i Catalogue of Life.